# آب‌انبار حسن‌آباد
آب‌انبار حسن‌آباد مربوط به سدهٔ ۱۱ ه.ق است و در شهرستان لارستان، بخش بنارویه، دهستان بنارویه، روستای حسن‌آباد، ۳۱ متری غرب کاروانسرای کریمی واقع شده و این اثر در تاریخ ۱۸ شهریور ۱۳۸۷ با شمارهٔ ثبت ۲۳۲۰۳ به‌عنوان یکی از آثار ملی ایران به ثبت رسیده است.